# Shinseikiden Maazu
Shinseikiden Maazu (神世紀伝マーズ Mars, crónicas de dioses?) llamado en Hispanoamérica como Mars, el exterminador es una serie de anime basada en un manga original de Mitsuteru Yokoyama (横山光輝, Yokoyama Mitsuteru). Fue transmitida en Japón por AT-X desde el 31 de octubre de 2002 hasta 6 de febrero de 2003. La serie está basada en una más antigua llamada 六神合体ゴッドマーズ （ろくしんがったいゴッドマーズ, Six God Combination God Mars) o Godmars del año 1981. En Hispanoamérica es distribuida por Ledafilms y fue transmitida en Animax, Canal Claro, Mixplay.TV y ETC de Chile.

## Argumento
La historia comienza cuando aparece una nueva isla en el mar de Japón. El periodista Iwakura cubre la noticia de la aparición de la nueva isla Heisei y se da cuenta de que un muchacho se encuentra en ella y se apresura en llamar por ayuda para rescatarlo. El muchacho no recuerda nada y es tratado en un hospital en Tokio por el doctor Yokoyama. Un extraño hombre (Rush, miembro del sindicato global y antiguo amigo de Mars) llega al hospital y se lleva al muchacho con él. Éste le dice que su nombre es Mars y su misión es la destrucción de la raza humana. Le cuenta que su misión fue encomendada por los dioses y que él debe ordenar a Gaia, un robot gigante que la destruya. Mars no cree que la raza humana sea peligrosa para la paz del universo, pero Rush le dice que los humanos son peligrosos y que su sangrienta historia comprueba el peligro para el universo. A Mars le dan al menos 10 días para que estudie toda la historia de la humanidad, pasado ese tiempo las deidades divinas lo matarán para que Gaia explote y destruya la Tierra. Así Mars peleará por su vida contra las seis deidades divinas piloteadas por los miembros del sindicato global y para salvar la tierra.

## Personajes
- Mars (マーズ)

Personaje principal de la serie. Mars es un hombre del espacio exterior que estaría juntando información para decidir si la Tierra debe o no ser destruida, fue enviado por los dioses (Atlas y Vega) para cumplir su voluntad y destruir a la raza humana, pero Mars al despertar pierde la memoria y es rescatado por un periodista. Mars tiene grandes poderes y una gran resistencia. Gaia sigue las órdenes de Mars. Antes de llegar a la Tierra era uno de los guerreros que servían a Atlas de la constelación de Capricornio, al igual que los otros miembros del sindicato global. Mars perdió la memoria al ser hipnotizado por Muse para que no destruya a los humanos, pero ese hecho terminará en la desobediencia de Mars a la voluntad de los dioses y la lucha contra sus hermanos en armas del sindicato global. Estuvo miles de años encerrado en un laboratorio donde dormía hasta su despertar en la nueva isla Heisei. Después de conocer al Doctor Yokoyama y a Harumi, quienes le dieron hospedaje, decidió estudiar la historia de la Tierra para sí poder tomar una decisión importante. En un principio, podía verse que Mars se fue enamorando de Harumi pero, a mitad de la batalla contra la 4rta Deidad Divina, Muse aparece frente a él y le regresa sus recuerdos.
- Periodista Iwakura (岩倉記者, Iwakura kisha)

Miembro del periódico Asayomi que rescató a Mars. Trata de ayudar a Mars a que no destruyan la Tierra. Logró descifrar parte de la información de la computadora de la isla Heisei, donde estaba encerrado Mars. Muere después de darle un extracto de información que no pudo descifrar.
- Doctor Yokoyama

Médico del hospital de Tokio que recibió a Mars, le dio refugio en su casa para estudiar la historia de la Tierra.
- Harumi Yokoyama

La hija del Doctor Yokoyama. Su parecido con Muse es impresionante, más es un gran misterio que queda sin resolver. Harumi apoyó a Mars cuando estaba él estaba intentando tomar una decisión: Salvar la tierra o destruirla en una semana. En el transcurso de la serie, Harumi se enamora de Mars. En un principio, podía verse que Mars le correspondía ese sentimiento pues cuando estaba luchando contra la 4.ª deidad divina, batalla en la que Mars quedó malherido, Mars dijo para sí mismo: "No podre proteger a los humanos. Y no podre proteger en especial.. a Harumi". Al final Harumi no le dijo nada.
- Muse (ミューズ)

Es la amada de Mars que viajó a la Tierra y se encerró en Gaia hasta que Mars despertara. Ella es de la constelación de Tauro y es una dama de la corte de la diosa Vega (que es el título máximo del gobernador del planeta). Es una mujer pacífica y solo puede hablar con Mars cuando éste está al borde de la muerte porque se encuentra en estado incorpóreo. Hipnotizó a Mars mientras él aún dormía para evitar que destruyera la Tierra. Cuando aún Mars no era enviado a la Tierra solo se podían ver una vez al año en la convención de Vega de la constelación de Tauro y Atlas de Capricornio.

## Las Deidades Divinas
El Sindicato Global está formado por los enviados de los dioses (Vega de la constelación de Tauro y Atlas de la constelación de Capricornio) para supervisar la destrucción de la Tierra o intervenir en su destrucción directamente si es necesario. Ellos conocen la ubicación de las seis deidades divinas y las pilotearán para cumplir su objetivo. Al negarse Mars a destruir la Tierra los miembros del sindicato global lo perseguirán en las deidades a las que Mars deberá destruir para seguir viviendo y así el planeta no sea destruido, pero si las seis deidades divinas son destruidas Gaia hará explosión irremediablemente. Los miembros del sindicato global son: Hazard (ハザード), Rush (ラッシュ), Elint (エリント), Block, Hopper y Axel (アクセル) todos de la constelación de Capricornio. Antes de ser enviados a la Tierra, formaban parte con Mars de un grupo selecto de guerreros.
Los robots que Mars controla:
- Gaia (ガーヤ): Es un gigantesco y poderoso robot que responde a las órdenes de Mars y lo protege, es capaz de destruir a las deidades divinas. Allí Muse se encuentra encerrada en estado incorpóreo.
- Titán: Es un robot parecido a Gaia, pero más pequeño y menos poderoso, su destrucción causó el despertar de Gaia.

Las 6 Deidades Divinas:
Son 6 robots enviados por las deidades Atlas y Vega para destruir a la raza humana. Cada deidad divina tiene capacidades especiales, pero todas son más débiles que Gaia. Fueron escondidas en diversos lugares de la tierra.
Las 6 Deidades Divinas son:
- Uranus: Estaba escondido en una cabeza de piedra esculpida en los Andes Peruanos, es la primera deidad divina piloteada por Hazard, un miembro del sindicato global. Esta deidad divina tiene el poder de cambiar el clima y crear fuertes remolinos de aire, levitaba en el aire para desplazarse. Causó una prolongada tormenta de nieve en Japón, fue destruida por Gaia en el Monte Fuji.
- La Esfinge: estaba escondida en la esfinge de Guiza en Egipto. Era la segunda deidad divina piloteada por Hopper, miembro del sindicato global. A pesar de no poder levitar, podía correr a una gran velocidad. Tenía como arma y defensa el generar calor hasta los 6000 °C. Destruyó a casi todo el ejército egipcio y varias ciudades incluida El Cairo. Fue destruida por Gaia en las costas de Egipto.
- El Cazador-Buscador: Es la tercera deidad divina piloteada por Elint. Esta deidad divina tiene el poder de lanzar potentes rayos y volar a gran velocidad. También cuenta con unos pequeños robot rastreadores.
- Shin: Es la cuarta deidad divina piloteada por Block. Esta deidad divina puede levitar en el aire. Puede lanzar un potente rayo y además de usar la energía tectónica para provocar terremotos y destrucción del suelo.
- Uradeus: Es la quinta deidad divina piloteada por Axel. Puede navegar sobre el agua y bajo el agua a gran velocidad, además de poder levitar. Cuenta con un potente rayo destructor.
- Ra: es la sexta deidad divina piloteada por Rush. Es la última a la que Mars se enfrenta. Entre sus armas se incluye una bomba de alta energía y unos rayos que destruyen todo a su paso. Levita en el aire y es muy resistente, para no tener que destruirla, Mars hizo salir a Rush de ella, y se introdujo para hacerla dejar de funcionar desde adentro.

## Lista de Episodios
1. Despertar prematuro
2. La profecía
3. Atrapado en la era de hielo
4. La esfinge y el desierto infernal
5. El sindicato global
6. Francotirador
7. La Vía Láctea, La Leyenda de los Dioses
8. Mars acorralado
9. De un infierno a otro
10. Crisis en Tokyo
11. La aterradora estrella roja
12. Una gran equivocación en el Planeta Rojo
13. Adiós Tierra

## Reparto
| Personaje         | Seiyu Original (Japón) | Actor de voz (Latinoamérica) |
| ----------------- | ---------------------- | ---------------------------- |
| Mars              | Tomokazu Seki          | Enzo Fortuny                 |
| Profesor Yokoyama | Hikaru Hanada          | Martín Soto                  |
| Rush              | Jouji Nakata           | Humberto Solórzano           |
| Hazard            | Kazuhiko Tamakatsu     | Gabriel Pingarrón            |
| Axel              | Kazuya Ichijou         |                              |
| Iwakura           | Takehito Koyasu        | Igor Cruz                    |
| Harumi Yokoyama   | Yuki Masuda            | Mayra Arellano               |
| Muse              | Yumi Kakazu            | Cristina Hernández           |
| Block             | Koji Tobe              | Marcos Patiño                |

## Música
- Opening: "Hanazono Kinema" (花園キネマ) por Penicillin
- Ending: "an eternity" por ALLEY:A
- Música: AMAZeus y Hirashi Motokura

## Enlace Externo
- Entrada en la Anime News Network sobre Shinseikiden Mars (en inglés)

- Datos: Q3827013